# Mulcsolás

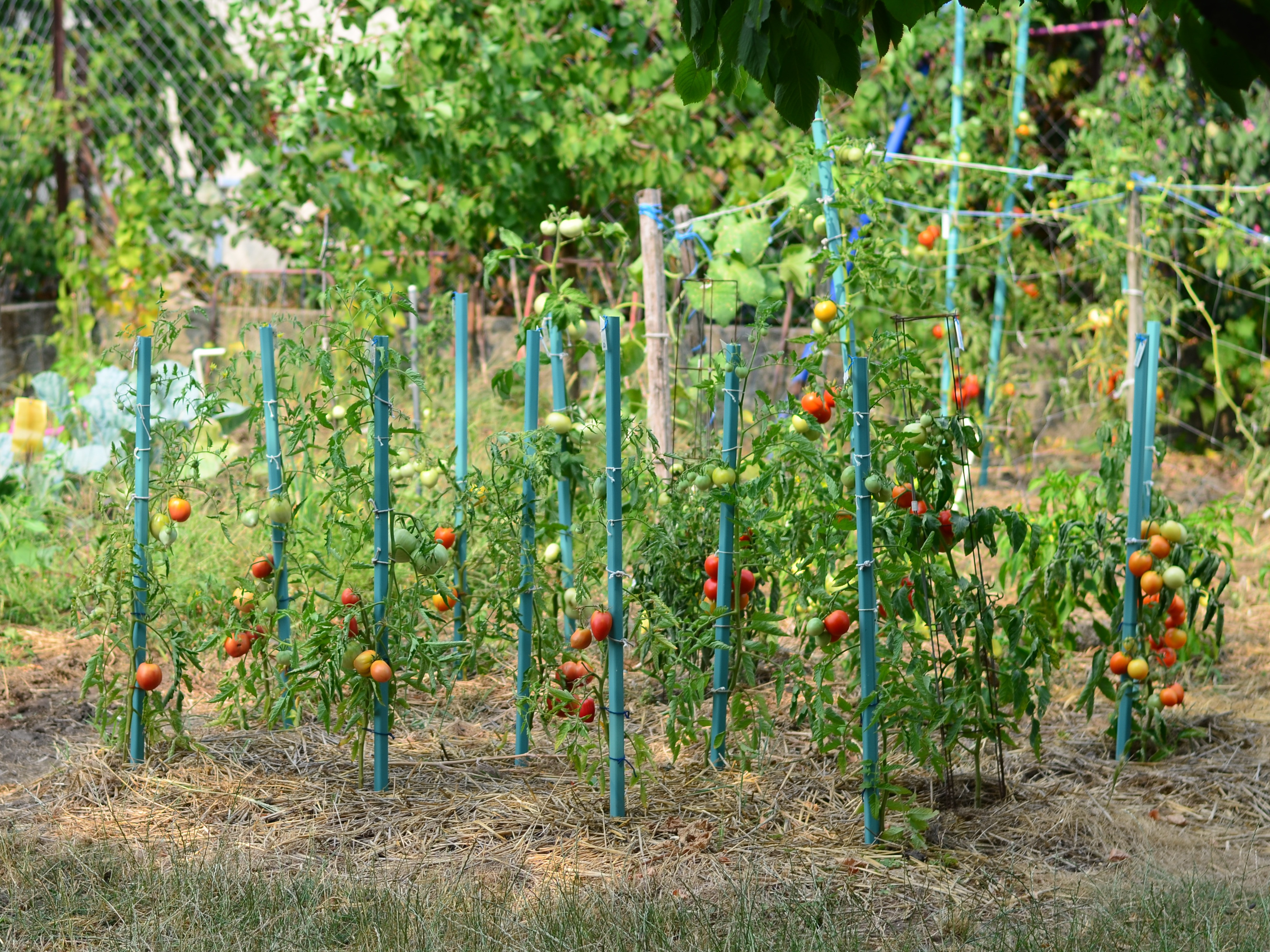
Szalmából készített mulcs használata háztáji kertben

A mulcsolás kertművelési technika, talajtakarást jelent, általában valamilyen kerti vagy mezőgazdasági hulladékanyaggal, mint fűnyesedék, fakéreg, szalma,  istállótrágya, vagy gyapjú. A talajtakarás a talaj bolygatásának, rendszeres kapálásának, ásásának vagy gépi megművelésének talajbarát alternatívája.
A mulcsnak számos kedvező hatása van a talajra és a növényekre. A takarás óvja a talajt a nagy fagyoktól és a kiszáradástól, a takart kert lényegesen kevesebb öntözést igényel, nem jelentkezik benne a gépek tömörítő hatása. A mulcs alatt intenzív a talajélet, a talajlakó élőlények „felássák” a talajt. A gyomosodás töredékére esik vissza (a mulcsolt kert a lusta ember kertje), a talaj a mulcs bomlásának eredményeképpen humuszban gazdagodik. Javul a szerkezete, és helyreáll benne a normális talajélet.